# Robert Bürkler

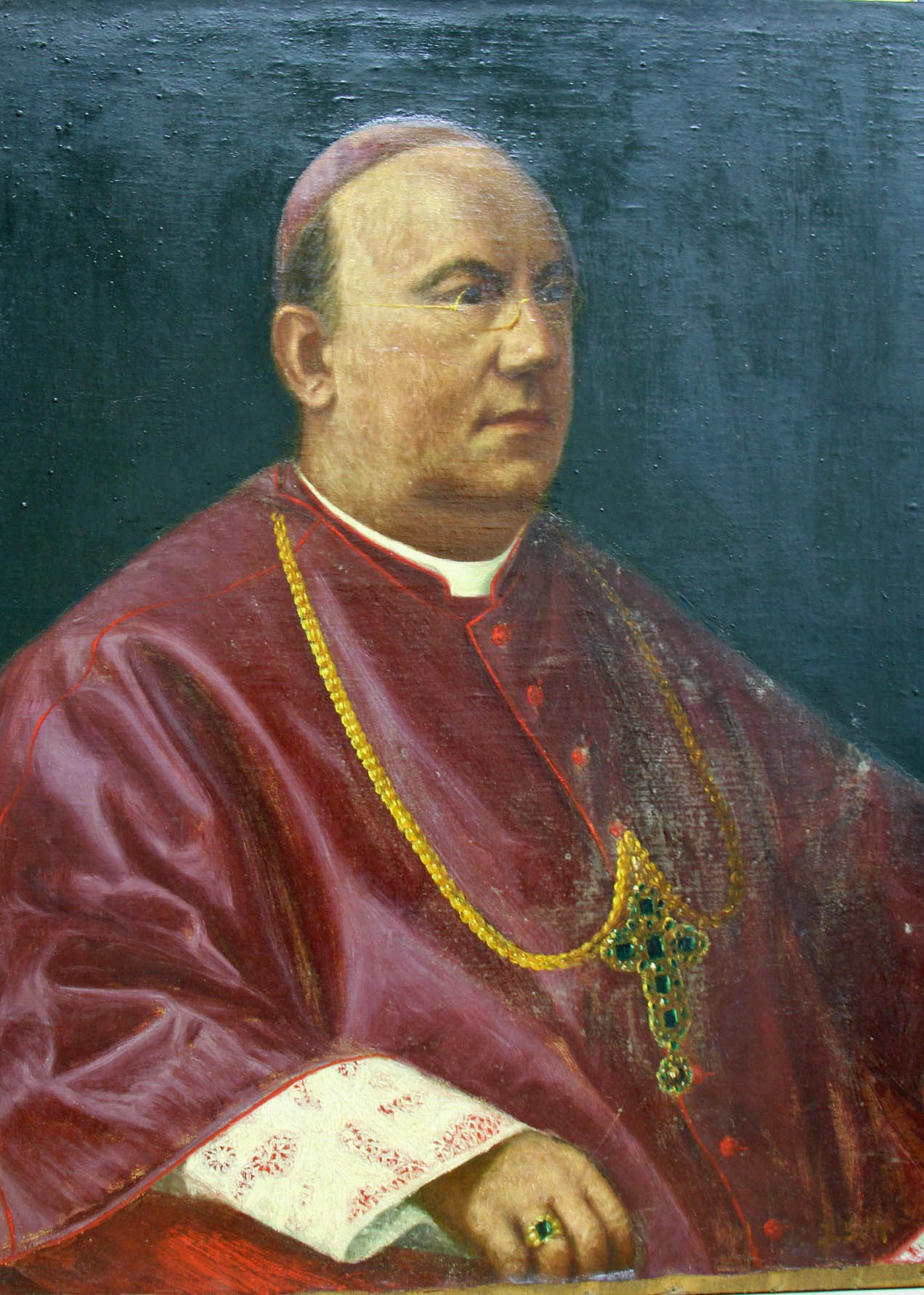
Robert Bürker (um 1920)

Robert Bürkler (* 6. März 1863 in Rorschach; † 28. Mai 1930 in St. Gallen) war ein Schweizer römisch-katholischer Geistlicher und Bischof von St. Gallen.

## Leben
Er war der Sohn des Schneiders Valentin Bürkler. Robert Bürkler besuchte das Gymnasium in Engelberg, danach studierte er von 1883 bis 1887 katholische Theologie in Innsbruck. Die Priesterweihe empfing er am 17. März 1888 in St. Gallen. Von 1888 bis 1891 war er Kaplan und Reallehrer in Uznach, danach bis 1903 Pfarrer in Gossau (SG) und 1903 bis 1907 in Lichtensteig. Von 1907 bis zu seiner Bischofswahl war er Residentialkanonikus und Regens des Priesterseminars St. Gallen.
Am 28. Oktober 1913 wurde Robert Bürkler zum Bischof von St. Gallen erwählt, Papst Pius X. bestätigte am 16. Dezember desselben Jahres die Wahl. Die Bischofsweihe spendete ihm am 1. Februar 1914 in der Stiftskirche St. Gallen der Bischof von Basel und Lugano, Jakob Stammler; Mitkonsekratoren waren Georg Schmid von Grüneck, Bischof von Chur, und Sigismund Waitz, Weihbischof in Bozen-Brixen.
Als Seelsorger und volkstümlicher Prediger beliebt, war Robert Bürkler Verfasser des gegen die Sozialdemokratie gerichteten Bettagsmandats der Schweizer Bischöfe von 1926, welches das von 1920 bekräftigte.

## Ehrungen
- 1914: Dr. theol. h. c. der Universität Innsbruck.